# القنطرة الرومانية بجربة
القنطرة الرومانية أو الطريق الرومانية هي ممر بري (جزء منه مرفوع) يبلغ طوله حوالي 7.5 كم، شيده الرومان في نهاية القرن الثالث الميلادي، ويربط بين شبه جزيرة جرجيس وجزيرة جربة (على مستوى مدينة القنطرة).

بين 2004 و2006، أضيف في منتصفها جسر مرفوع طوله 160 مترًا يعوض جسرًا سابقًا طوله 13.7 متر، الاثنان هدفهما السماح بمرور المياه والأسماك والسفن بين شرق وغرب الجسر.

## التاريخ
شيدت الإمبراطورية الرومانية هذه القنطرة (أو الطريق) في نهاية القرن الثالث الميلادي، وكان طولها 7 كيلومترات، يتوسطها قديما جسر متحرك يرفع بالسلاسل عند الحاجة فيقطع الطريق، وينزلونه حين يريدون المرور عليه، ويمكن في نفس الوقت للسفن بالمرور من جهة لأخرى. 

في 835 هـ (أي بين 1431 و1432 ميلادي)، أمر السلطان الحفصي أبو فارس عبد العزيز المتوكل بترميم الجسر الروماني. بعد هذا تعرض جزء منه للغرق، ثم دمر جزءٌ كبيرا منه في حوالي سنة 1551 إثر معارك بين درغوث باشا والإمبراطورية الإسبانية. في القرون الموالية، تم تشييد مخاضة كان اسمها طريق الجمل قرب أنقاض الطريق الرومانية القديمة.

أعيد بناء القنطرة الرومانية في 1952 أثناء حكم محمد الأمين باي، وأعيد تحسينها في 1959، وعدة مرات بعد ذلك، وأصبح طريق للسيارات يسمح في نفس الوقت بنقل المياه العذبة للجزيرة عبر أنابيب كبيرة.

بين 2004 و2006، تم تشييد جسر مرفوع في وسط الطريق يبلغ طوله 160 مترًا وارتفاعه الأقصى 21.2 متر، وهو يعوض جسرا قديما كان طوله 13.7 متر. الهدف من الجسر القديم والجديد هو السماح بمرور السفن من الناحية الشرقية إلى الجهة الغربية وبالعكس.

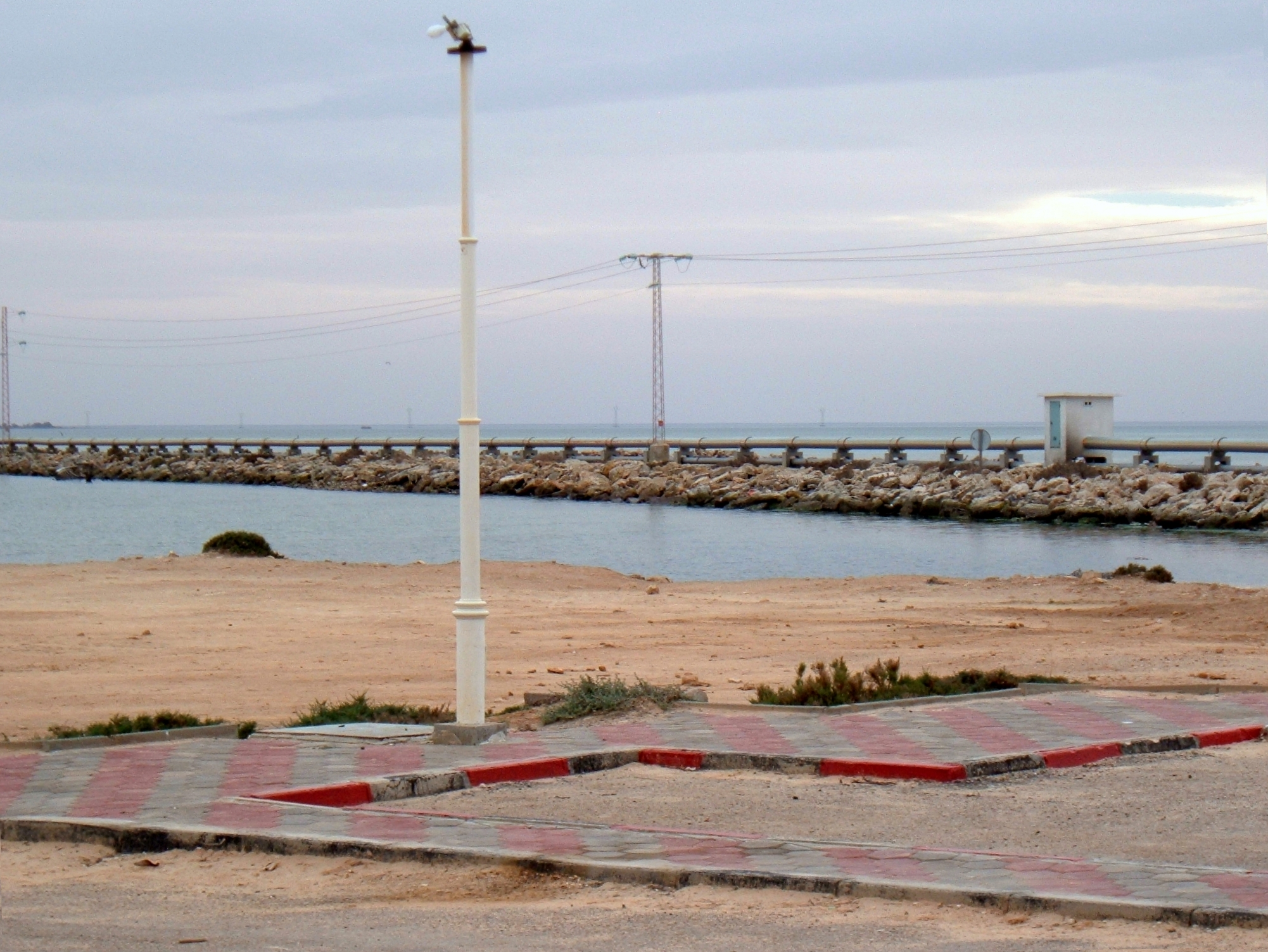
بداية الطريق، ويشاهد في الصورة قاعدته الحجرية وأنابيب نقل المياه العذبة للجزيرة.
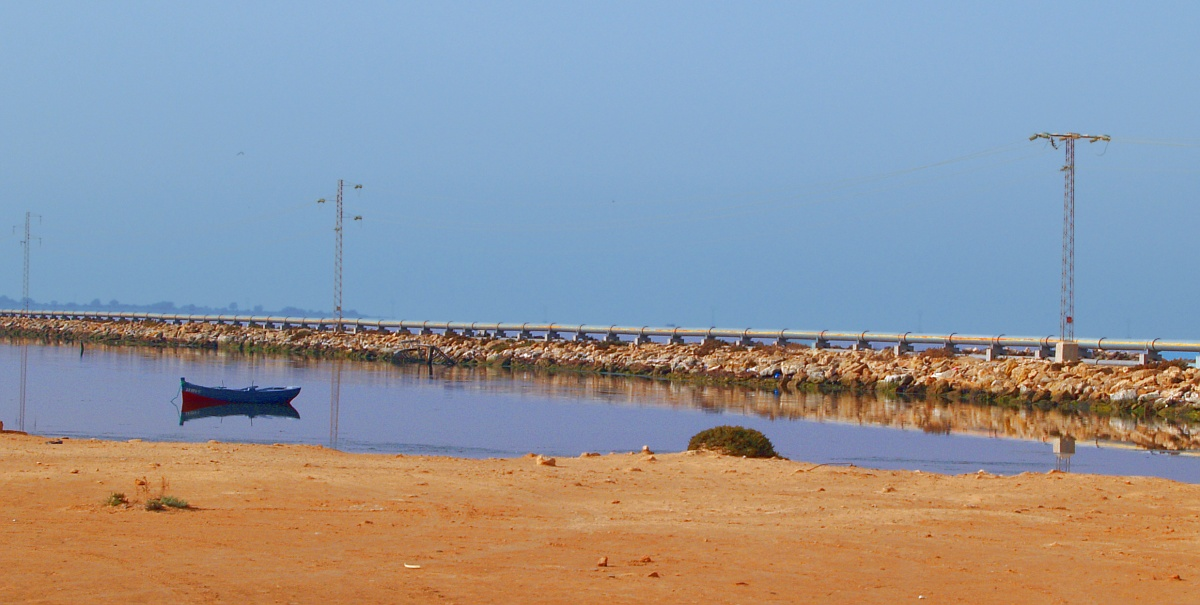
بداية الطريق، ويشاهد في الصورة قاعدته الحجرية وأنابيب نقل المياه العذبة للجزيرة.

## مقالات ذات صلة
- خليج بوغرارة
- قناة أجيم
- سبخة القسطيل